# 徐化雨
徐 化雨（じょ かう、シュ・フアユー、XU Huayu、2005年4月19日 - ）は、中華人民共和国の男子バドミントン選手。

## 経歴
2022年の世界ジュニア選手権では、男子ダブルスで朱一珺とペアを組み優勝した。